# Глобинский элеватор
Глобинский элеватор (укр. Глобинський елеватор) — предприятие пищевой промышленности в городе Глобино Глобинского района Полтавской области Украины.

## История
Хлебоприёмный пункт "Заготзерно" был открыт в селе Глобино после того, как в марте 1923 года оно стало административным центром Глобинского района. В дальнейшем, в ходе индустриализации 1930-х годов на окраине села, возле железнодорожной станции был построен элеватор Глобинского хлебоприёмного пункта "Заготзерно" (изначально имевший ёмкость 5 тысяч тонн). Перед началом войны, в первом полугодии 1941 года в состав предприятия помимо элеватора ёмкостью 5 тыс. тонн входили пять зерновых складов общей ёмкостью 9 тыс. тонн. Все работы по очистке и засыпке зерна были механизированы.
После начала Великой Отечественной войны сформированный из жителей райцентра и района истребительный батальон взял под охрану предприятия населённого пункта (в том числе, железнодорожную станцию и элеватор). С 13 сентября 1941 до 26 сентября 1943 года Глобино было оккупировано немецкими войсками. В соответствии с тактикой "выжженной земли", перед отступлением гитлеровцы полностью разрушили промышленные предприятия райцентра и подожгли жилые дома, однако позднее элеватор был восстановлен и возобновил работу. 
В целом, в советское время Глобинский элеватор был одним из крупнейших предприятий райцентра.
После провозглашения независимости Украины элеватор перешёл в ведение министерства сельского хозяйства и продовольствия Украины.
В марте 1995 года Верховная Рада Украины внесла элеватор в перечень предприятий, приватизация которых запрещена в связи с их общегосударственным значением.
После создания в августе 1996 года государственной акционерной компании "Хлеб Украины" элеватор стал дочерним предприятием ГАК "Хлеб Украины".
В ноябре 1997 года Кабинет министров Украины утвердил решение о приватизации элеватора в первом полугодии 1998 года. В дальнейшем, государственное предприятие было преобразовано в акционерное общество, а затем реорганизовано в общество с ограниченной ответственностью.
Собственником предприятия стала киевская компания ООО "Кернел-Капитал" (структурное подразделение агропромышленного холдинга "Kernel Group").

## Современное состояние
Основными функциями предприятия являются хранение, сушка, очистка и отгрузка зерновых культур (в первую очередь, пшеницы). 
Ёмкость элеватора составляет 58,45 тыс. тонн (в том числе элеваторная - 7,25 тыс. тонн в бетонных силосах и складская - 51,2 тыс. тонн).